# 分手说爱你
《分手说爱你》（英語：Break Up Club），2010年在香港上映的浪漫爱情片，导演和编剧黄真真，主演房祖名、薛凯琪、叶山豪。

## 剧情
该片讲述了香港80后青年男女的爱情故事。

## 演出
| 演员        | 角色 | 备注 |
| 房祖名      |      | 好友 阿花男友，多次分手 多次使用 第一次被說服拆散其和的關係換回阿花 第二次被說服拆散和未婚妻的婚姻換回阿花 第三次欲拆散和阿花以挽留阿花，但未有透露有否確定。                                   |
| 薛凯琪      | 阿花 | 女友 好友 不滿游手好閒 移情別戀 後與Lies到巴塞隆拿 本想用拆散之和，開放式結局沒表明有否被拆散 本登機與到巴塞隆拿但折返，開放式結局沒表明阿花去向。                                              |
| 叶山豪      |      | 喜歡阿花 說服阿花與之到巴塞隆拿 本想用拆散之和阿花，開放式結局沒表明有否被拆散。 |
| 金剛 (藝人) |      | 表哥 因用與阿花復合而向未婚妻悔婚。 |
| 邓健泓      |      | 攝影器材店東主 夢想當導演 好友 男友 表弟 借助用拆散之和換回阿花和的關係，因而與分手 說服用拆散和未婚妻的婚姻換回阿花和的關係 最後一幕與復合，疑似用過拆散和阿花以挽留阿花和，開放式結局沒表明。 |
| 冼色麗      |      | 女友 因用與阿花復合而與分手 最後一幕與復合，疑似用過拆散和阿花以挽留阿花和，開放式結局沒表明。                                                                                                  |

## 上映
该片首映礼在2010年4月3日。
该片参加了第35届加拿大多伦多国际电影节、第29届亚洲美洲电影节。

## 票房
该片上映之后，票房创佳绩。

## 奖项
| 年份 | 奖项                 | 奖项细分   | 是否得奖 | 备注        |
| ---- | -------------------- | ---------- | -------- | ----------- |
| 2011 | 第30届香港电影金像奖 | 最佳编剧   | 提名     | [ 4 ]       |
| 2011 | 第30届香港电影金像奖 | 最佳女主角 | 提名     | [ 4 ] [ 5 ] |